# Lli de Nova Zelanda
El formi o lli de Nova Zelanda (Phormium tenax) és una espècie de planta amb flors del gènere Phormium dins la família de les asfodelàcies (Asphodelaceae). És una planta nativa de Nova Zelanda i de l'Illa Norfolk. S'utilitza com a font de fibres tèxtilsi com a planta ornamental.

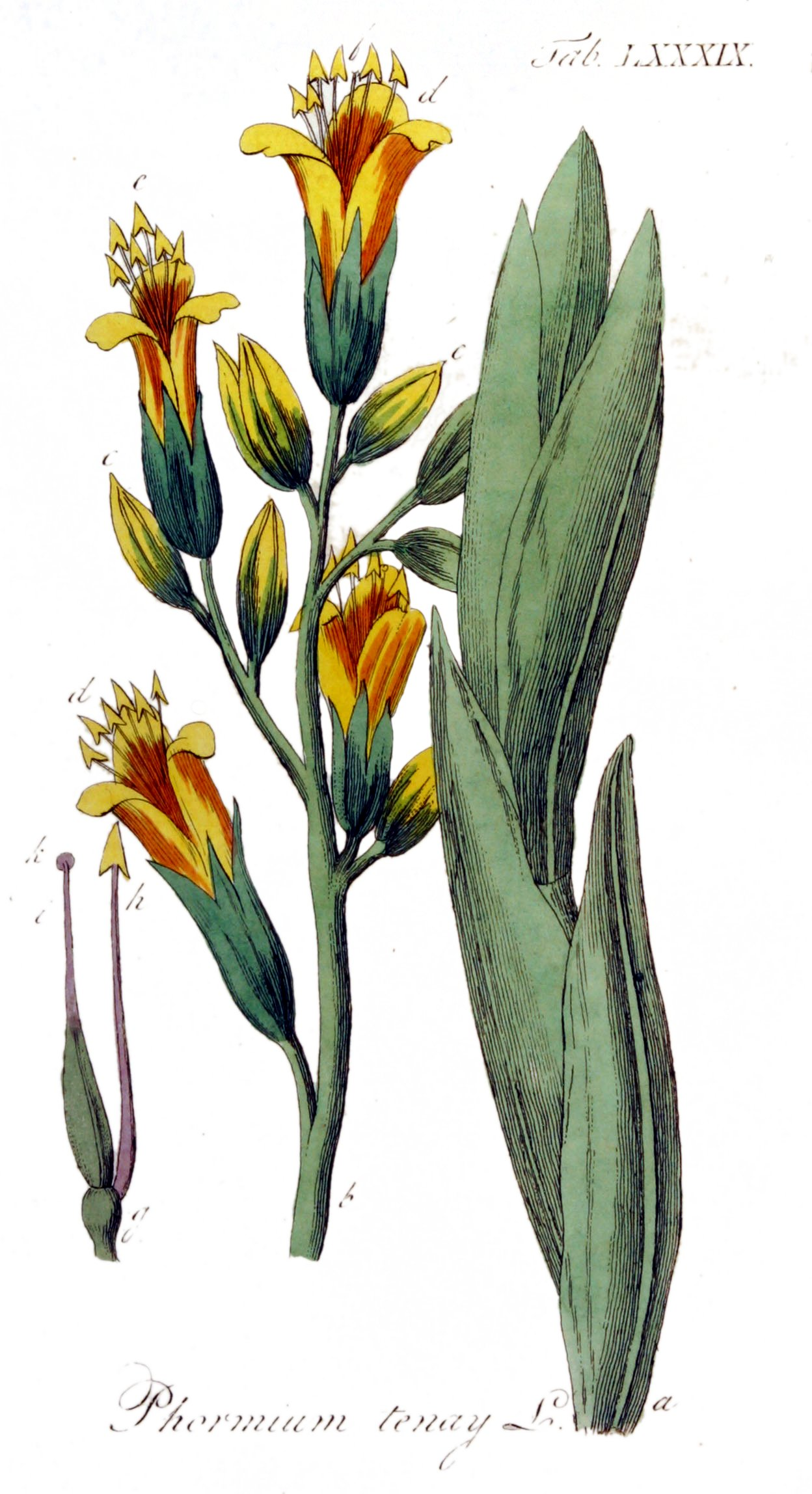
Il·lustració

## Descripció
Aquesta planta fa una llarga mata de fulles amb forma de tires de fins a dos metres de llargada les flors són grogues o vermelles.
La seva fibra ha estat usada a bastament pels maoris en vestits,cordes i vels d'embarcació. Tanmateix. és una planta invasoraa algunes Illes del Pacífic i a Austràlia.
Les fulles d'aquesta espècie contenen cucurbitacina, que és tòxica per a alguns animals i extremadament amargants pels humans.

## Ecologia
L'aranya Trite planiceps viu en les seves fulles. Phormium tenax és una planta litoral associada amb la reproducció dels pingüins d'ulls grocs (Megadyptes antipodes).

## Taxonomia
Aquesta espècie va ser publicada per primer cop l'any 1776 a l'obra Characteres generum plantarum, quas in itinere ad insulas maris Australis, : collegerunt, descripserunt, delinearunt, annis 1772-1775  dels naturalistes Johann Reinhold Forster (1729-1798) i Georg Forster (1754-1794).

### Sinònims
Els següents noms científics són sinònims heterotípics de Phormium tenax:
- Lachenalia ramosa Lam.
- Chlamydia tenacissima Gaertn.
- Phormium atropurpureum Rafarin
- Phormium flavovirens Le Jol.
- Phormium nigropictum W.Bull
- Phormium ramosum (Lam.) Billb.
- Phormium tenax f. atropurpureum (Rafarin) Voss
- Phormium tenax var. atropurpureum (Rafarin) Carrière
- Phormium tenax var. foliis-variegatis Rothsch.
- Phormium tenax f. nigrolimbatum W.Bull
- Phormium tenax var. saundersii Carrière
- Phormium tenax variegatum B.S.Williams ex J.Dix
- Phormium tenax var. variegatum (B.S.Williams ex J.Dix) Carrière
- Phormium tenax var. veitchii Carrière